# 고요산혈증
고요산혈증(高尿酸血症,Hyperuricaemia 또는 hyperuricemia)은 혈액 내에 요산 농도가 비정상적으로 높은 것을 말한다. 인체에서 정상 범위는 여성이 360 µmol/L (6 mg/dL), 남성이 400 µmol/L (6.8 mg/dL)이다.

## 원인
유전, 인슐린 저항, 신부전, 비만, 다이어트, 이뇨제의 사용, 음주 등 여러 가지 요인이 요독증의 원인이 될 수 있다. 그 중에서 음주가 가장 중요한 원인이 된다.

## 같이 보기
- 요산